# Stanisław Płatek
Stanisław Bogumił Płatek (ur. 5 lutego 1951 w Katowicach) – polski górnik, działacz związkowy, jeden z przywódców strajku w Kopalni Węgla Kamiennego „Wujek” w 1981.

## Życiorys
Absolwent Technikum Górniczego dla Pracujących w Katowicach (1979). Rok wcześniej wstąpił do PZPR, z której odszedł w 1981.
Od 1973 pracował w KWK „Wujek” w Katowicach. We wrześniu 1980 znalazł się wśród założycieli struktur NSZZ „Solidarność” w tym zakładzie. Pełnił funkcję sekretarza komisji rewizyjnej zakładowej organizacji związku. Gdy po wprowadzeniu 13 grudnia 1981 stanu wojennego w kopalni tej doszło do strajku, Stanisław Płatek został przewodniczącym komitetu strajkowego. W trakcie zbrojnej pacyfikacji z 16 grudnia został ranny.
Po zatrzymaniu internowany, następnie tymczasowo aresztowany. 9 lutego 1982 skazany wyrokiem Sądu Śląskiego Okręgu Wojskowego we Wrocławiu na karę 4 lat pozbawienia wolności i 3 lata pozbawienia praw publicznych (był to najwyższy wyrok w procesie przywódców strajku). Zwolniono go w maju 1983, amnestionowano w sierpniu tego samego roku. Po przemianach politycznych wyrok ten został uchylony decyzją Izby Wojskowej Sądu Najwyższego z 18 grudnia 1992.
Po opuszczeniu zakładu karnego Stanisław Płatek współpracował z podziemną „Solidarnością”, zajmował się też dystrybucją pism niezależnych. Do 1993 pracował w klubie sportowym i spółce prawa handlowego w Tarnowskich Górach. Powrócił następnie do KWK „Wujek”, gdzie był zatrudniony do czasu przejścia w 2006 na emeryturę. Działał także ponownie w strukturach związkowych, m.in. jako wiceprzewodniczący regionalnej komisji rewizyjnej Regionu Śląsko-Dąbrowskiego.
W latach 90. przewodniczył Społecznemu Komitetowi Pamięci Górników KWK „Wujek” Poległych 16 grudnia 1981. W 2000 stanął na czele zarządu krajowego Związku Więźniów Politycznych Okresu Stanu Wojennego.

## Odznaczenia i wyróżnienia
Odznaczony Krzyżem Kawalerskim (1993) i Oficerskim (2007) Orderu Odrodzenia Polski. W 2021 został laureatem nagrody honorowej „Świadek Historii” przyznanej przez Instytut Pamięci Narodowej. W 2015 otrzymał Krzyż Wolności i Solidarności.